# Sezon burz
Sezon burz – powieść fantasy autorstwa Andrzeja Sapkowskiego, wydana 6 listopada 2013 roku.

## Tło
Akcja powieści rozgrywa się w świecie wiedźmińskim, w którym osadzona jest również fabuła Sagi o wiedźminie tego samego autora. Głównym miejscem, w którym rozgrywa się akcja jest królestwo Kerack oraz okoliczne ziemie.
Głównym bohaterem powieści jest wiedźmin Geralt z Rivii – najemny łowca potworów, za młodu poddany morderczemu treningowi i mutacjom w wiedźmińskiej warowni Kaer Morhen, który ze względu na swoją odmienność (zmiany wyglądu spowodowane mutacją), jest traktowany przez społeczeństwo w najlepszym wypadku jako zło konieczne.
Książka nie jest bezpośrednią kontynuacją Pani Jeziora – poprzedniej książki Sapkowskiego o Geralcie. Jej akcja rozgrywa się na krótko przed wydarzeniami z opowiadania Wiedźmin.

## Fabuła
Geralt stacza walkę z niebezpiecznym potworem, którego jedynym celem w życiu jest zabijanie ludzi. Krótko po tym zostaje aresztowany, co skutkuje utratą jego dwóch bezcennych mieczy wiedźmińskich. Z małą pomocą swojego przyjaciela, Jaskra i jego koneksji, robi wszystko, by odzyskać swoje narzędzia pracy. W międzyczasie wdaje się w romans z czarodziejką Lyttą Neyd (o pseudonimie Koral), poznaje wpływowe persony oraz margines społeczny związany z państwem, w którym utracił swoje miecze - Kerack.
Te wydarzenia oraz nieukrywana i odwzajemniona niechęć magów (którzy okazują się być powiązani z tą historią) do Geralta sprawiają, że całość układa się w pasmo niepowodzeń, podczas których bohater zmuszony jest do podejmowania trudnych decyzji.

## Słuchowisko
6 grudnia 2014 roku wydane zostało trwające 13,5 godziny słuchowisko zrealizowane na podstawie Sezonu burz przy udziale 84 aktorów. Wystąpili między innymi Krzysztof Banaszyk jako Geralt z Rivii, Henryk Talar jako król Belohun, Karolina Gorczyca jako Koral, Anna Dereszowska jako Yennefer, Sławomir Pacek jako Jaskier i Adam Ferency jako Pinety. Słuchowisko było nadawane w 2019 roku przez Program I Polskiego Radia.

## Przekłady
- przekład czeski, Bouřková sezóna,  przełożył Stanislav Komárek, Leonardo, 2014.
- przekład włoski, La stagione delle tempeste, wyd. Editrice Nord, 2016, 490 s., ISBN 978-88-429-2853-9.